# 韋爾瓦里

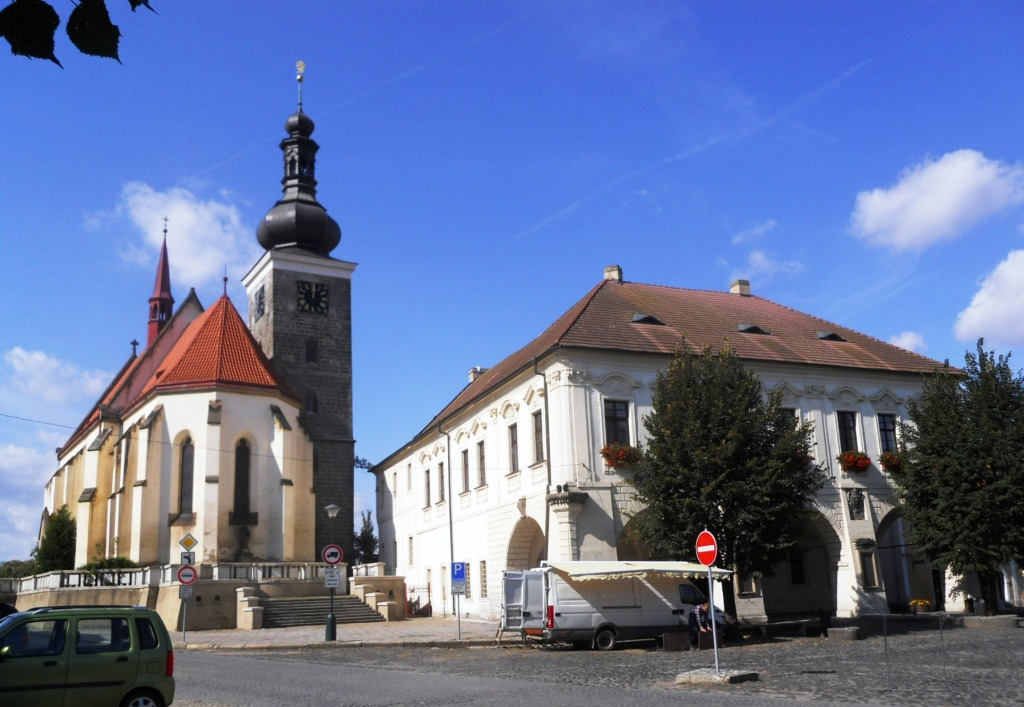

韋爾瓦里是捷克的城鎮，位於該國西北部，距離首府布拉格25公里，由中波希米亞州負責管轄，面積18.09平方公里，海拔高度188米，2011年人口2,996。

## 外部連結
- （捷克文） Official website （页面存档备份，存于）

50°17′N 14°15′E / 50.283°N 14.250°E